# Acutaspis morrisonorum
Acutaspis morrisonorum är en insektsart som beskrevs av Kosztarab 1963. Acutaspis morrisonorum ingår i släktet Acutaspis och familjen pansarsköldlöss. Inga underarter finns listade i Catalogue of Life.